# Tunas Aur
Tunas Aur is een bestuurslaag in het regentschap Ogan Ilir van de provincie Zuid-Sumatra, Indonesië. Tunas Aur telt 641 inwoners (volkstelling 2010).